# Tarsy Carballas
María Tarsy Carballas Fernández (Taboada, 2 de junio de 1934) es una científica española, pionera en el estudio de la génesis, clasificación y cartografía de los suelos de zona templada húmeda de España. Vinculada al Consejo Superior de Investigaciones Científicas (CSIC) desde 1965, ha sido vocal de la Comisión del Área de Ciencias Agrarias y de la Junta de Gobierno. Desarrolla actividades académicas en el Instituto de Investigaciones Agrobiológicas de Galicia, en Santiago de Compostela y es una reconocida experta en prevención de inciendios forestales.

## Trayectoria
Obtuvo la licenciatura en Farmacia (1958) y en Ciencias Químicas (1963, con Premio extraordinario) en la Universidad de Santiago de Compostela, en la capital gallega, y posteriormente el doctorado en Farmacia (1964); trasladándose luego a la Universidad de Nancy, Francia. Comenzó a trabajar en la década de 1960, en el Consejo Superior de Investigaciones Científicas, investigando en edafología, manteniendo en la actualidad un campo de investigación sobre soluciones para recuperar terrenos en zonas afectadas por incendios. Tiene más de doscientas publicaciones, y unos doce libros.

## Algunas publicaciones
- Martín, A., Díaz-Raviña, M., Carballas, T. 2010. Short- and medium-term evolution of soil properties in Atlantic forest ecosystems affected by wildfires. Land Degradation and Development (DOI: 10.1002/ldr.1078). Elsevier, Reino Unido.

- González-Prieto, S.J., Carballas, T. (1991). Composition of organic N in temperate humid region soils (NW Spain). Soil Biol. Biochem. Volumen 23:887-895

- 1990. Mapa Mundial de suelos: leyenda revisada. V. 60 de Informes sobre Recursos Mundiales de Suelos. Ed. FAO. 142 pp. ISBN 9253030224

- Francisco Guitián Ojea, Tarsy Carballas Fernández. 1982. Suelos naturales de la provincia de Orense. Ed. Consejo Superior de Investigaciones Científicas, Instituto de Investigaciones Agrobiológicas de Galicia. 114 p. ISBN 8400051750

- Francisco Guitián Ojea, Tarsy Carballas Fernández (1976). Técnicas de análisis de suelos, v. 70 de Monografías de ciencia moderna. Ed. Pico Sacro. 288 p. ISBN 8485170091

- Francisco Guitián Ojea, Tarsy Carballas Fernández, F. Díaz Fierros (1973). Suelos de la zona húmeda española. VII. Suelos naturales del Pirineo oscense. Pirineos, v. 108:5-40

- Francisco Guitián Ojea, Tarsy Carballas Fernández (1968). Suelos de la zona húmeda española. III. Ranker atlántico. Anales Edafol. Agrobiol. 27: 57-73

- Carballas, T., Duchaufour, Ph. Jacquín, F. (1967). Evolution de la matière organique des rankers. Bull. ENSA de Nancy 9: 20-28

- 1963. Níquel en los suelos de la provincia de La Coruña Boletín Universidad Compostelana 71: 651-684

## Honores
- 1963: Premio extraordinario de licenciatura[4]

- 1972: Premio Fray Bernardino de Sahagún, para trabajos científicos

- 1977: Diploma del Ministerio de Asuntos Exteriores de Francia

- 2009: Medalla Castelao en reconocimiento a su contribución a la cultura gallega[5]
- 2009: Colegiada Distinguida por el Ilustre Colegio Oficial de Químicos de Galicia

- 2011: socia de Honor de la Sociedad Española de la Ciencia del Suelo

- 2012: Premio María Josefa Wonenburger Planells, de la Junta de Galicia, en reconocimiento a su labor de investigación[6]

- 2012: Premio a la Excelencia Química 2012 por un estudio de la prevención de incendios forestales[7]